# Wilhelm Wattenbach

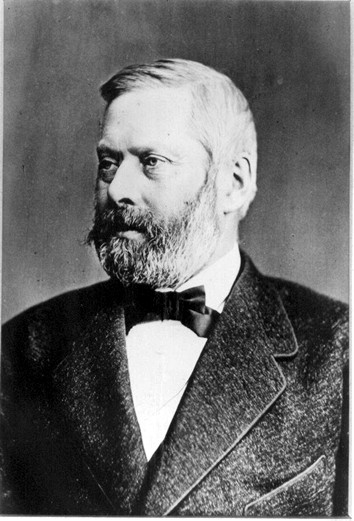
Wilhelm Wattenbach

Wilhelm Wattenbach (* 22. September 1819 in Rantzau, Holstein; † 20. September 1897 in Frankfurt) war ein deutscher Historiker und Paläograf.

## Leben
Nach dem frühen Tod des Vaters Paul Christian Wattenbach im Oktober 1824 zog die Mutter mit den Kindern nach Lübeck, wo Wattenbach bis Michaelis 1836 das Katharineum besuchte. Hier schloss er lebenslange Freundschaften mit den Schulkameraden Emanuel Geibel und den Brüdern Ernst und Georg Curtius, weswegen er zur Gruppe Jung-Lübeck gezählt wird. Wattenbach studierte Philologie an den Universitäten Bonn, Göttingen und Berlin. 1843 begann er seine Arbeit für die Monumenta Germaniae Historica (MGH).
Sein Hauptwerk waren Deutschlands Geschichtsquellen im Mittelalter bis zur Mitte des XIII. Jahrhunderts (1858), ein Leitfaden zu den Quellen der Geschichte des deutschen Mittelalters, der in mehreren Ausgaben erschien. Unter seiner Leitung entstand außerdem eine Neuarbeitung des Regestenwerks Regesta pontificum von Philipp Jaffé; diese zweite Auflage wird in der historischen Forschung bis heute genutzt. Er war Herausgeber der Reihe Die Geschichtschreiber der deutschen Vorzeit.
1852 bewies Wilhelm Wattenbach, dass das Privilegium Maius von 1358/59 – es machte die Habsburger als Regenten von Österreich zu Erzherzögen und stellte sie Kurfürsten gleich – eine Fälschung war. 1855 wurde er Archivar an der Universität zu Breslau, 1862 wurde er Professor für Geschichte in Heidelberg, elf Jahre später Professor in Berlin. 1885 gehörte Wattenbach als einer von mehreren Nichtjuden zu den Mitgliedern der beim Deutsch-Israelitischen Gemeindebund unter der Leitung des Historikers und Diplomatikers Harry Bresslau eingerichteten Historischen Kommission für die Geschichte der Juden in Deutschland. Nach dem Tod Georg Waitz’ führte er von 1886 bis zum Amtsantritt Ernst Dümmlers 1888 kommissarisch die Geschäfte des Präsidenten der MGH. Von herausragender Bedeutung für die Erforschung der Anfänge des deutschen Humanismus waren seine Studien zu Peter Luder in Heidelberg.

## Auszeichnungen
- Königlicher Kronen-Orden (Preußen), 2. Klasse (1892)[3]
- Bayerischer Maximiliansorden für Wissenschaft und Kunst (1896)

## Schriften (Auswahl)
- Beiträge zur Geschichte der christlichen Kirche in Böhmen und Mähren, Wien 1849 (Volltext).
- Deutschlands Geschichtsquellen im Mittelalter bis zur Mitte des XIII. Jahrhunderts, Wilhelm Hertz, Berlin 1858 (Digitalisat), Berlin 1885 (Volltext, Bd. 1).
- Anleitung zur griechischen Palaeographie, Leipzig 1867 (Digitalisat und Schrifttafeln) und 1895 (Volltext).
- Peter Luder, der erste humanistische Lehrer in Heidelberg. Karlsruhe 1869. (Digitalisat)
- Anleitung zur lateinischen Palaeographie. Leipzig 1869 und 1886 (Volltext).
- Das Schriftwesen im Mittelalter. Leipzig 1871; 3. Auflage ebenda 1896; Neudruck (deklariert als „4. Auflage“) Graz 1958 (Volltexte).
- Geschichte des römischen Papsttums, Berlin 1876 (Volltext).